# Saint-Pierre (Aostatal)

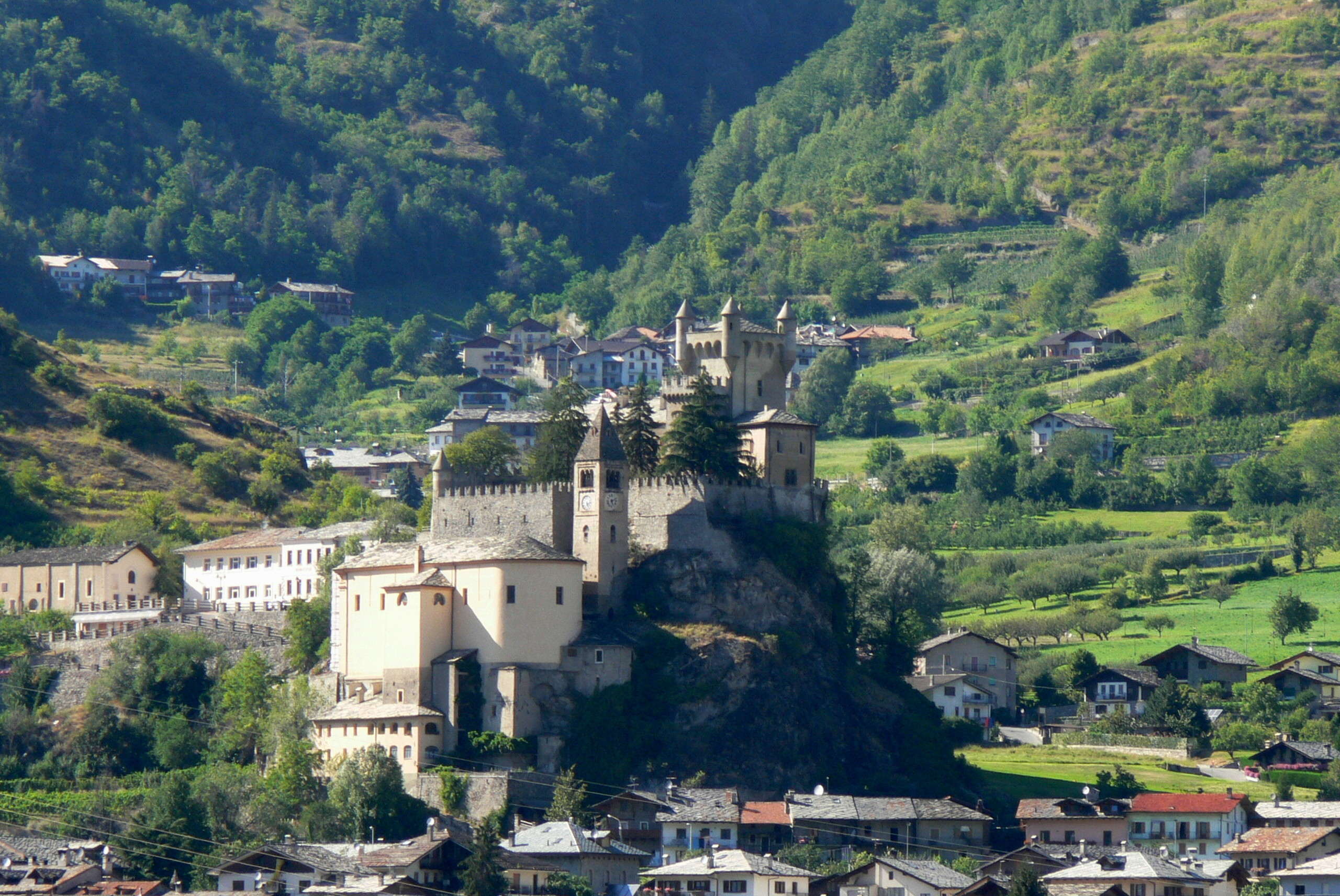
Saint-Pierre, Aostatal

Saint-Pierre ist eine italienische Gemeinde in der autonomen Region Aostatal. Die Gemeinde zählt auf 26 km² Fläche 3292 Einwohner (Stand 31. Dezember 2023), liegt auf der orographisch linken Seite der Dora Baltea auf einer mittleren Höhe von 731 m s.l.m. Die Einwohner werden Saint-Pierroleins genannt.
Saint-Pierre besteht aus den Ortsteilen (it. frazioni, frz. hameaux) Bourg, Alleysin, Babelon, Bachod, Bercher, Bosses, Bressan, Breyes, Bussan Dessous, Bussan Dessus, Bussan du milieu, Caillet, Champrétavy, Chantel, Charrion, Château-Feuillet, Cognein, Combaz, Combellin, Creuzet, Étavel, Grandzettaz, Homené dessous, Homené dessus, Jacquemin, Jeanton, Jonin, La Barmaz, La Charrère, La Croix, La Grange, La Pièce, La Rosiére, Luboz, Méod dessous, Méod dessus, Montagnine, Ordines, Orléans dessous, Orléans dessus, Orléantson, Pelon, Perchut, Plan Châtelair, Pommier, Praulin, Praximond, Preille, Prieuré, Ronchaille, Roserettaz, Rossan, Rumiod dessous, Rumiod dessus, Séez, Tache, Torrette, Véreytaz, Vergnod, Vermian, Vernes, Verrogne, Vétan dessous, Vétan dessus und Vétan Villette.
Die Nachbargemeinden heißen Avise, Aymavilles, Gignod, Saint-Nicolas, Saint-Rhémy-en-Bosses, Sarre, und Villeneuve.